# Лима (станция метро, Буэнос-Айрес)
«Лима» (исп. Lima) — станция Линии A метрополитена Буэнос-Айреса. Станция расположена между станциями «Пьедра» и «Саэнс Пенья».

## Местоположение
Станция расположена недалеко от пересечения проспекта Авенида де Майо с улицей calle Lima в нескольких метрах от проспекта Авенида Нуэве-де-Хулио, в районе Монсеррат.

## Пересадки
Находясь в центральной части города, как правило, в час пик, можно пересесть на этой станции на станцию Авенида де Майо линии C.

## Городские достопримечательности
Список частичный:
- Авенида Нуэве-де-Хулио
- Отель Париж
- Отель Кастелар
- Esquina de la Hispanida/Bar Iberia

## История
Эта станция принадлежала к первой части линии, открытой 1 декабря 1913 года, связывая станции Пласа Мисерере и Площадь Мая.
При строительстве линии С испано-аргентинской компанией CHADOPyF была сделана пересадка на станцию Авенида де Майо. Строительство проходило в тоннеле Западной железной дороги, соединяющий город с портом. Тем не менее, эти две линии метро, в то время, эксплуатировались различными компаниями.
Эта работа была начата в рамках первого пятилетнего плана правительства Хуана Доминго Перона в 1946 году, хотя была выполнена с задержками.
После передачи метрополитена транспортной корпорации города Буэнос-Айрес 1 июня 1956 года станция пересадки была открыта, в северной стороне туннеля линии А. Для того, чтобы улучшить циркуляцию пассажиров, 4 мая 1961 года был создан второй коридор на южной стороне станции пересадки, который был шире, чем его предшественник.
Название было дано в честь столицы Перу.
В 1997 году эта станция была объявлена национальным историческим памятником.
Станция подверглась модернизации в 2007—2008 годах, но до сих пор сохраняет оригинальный пол 1913. В свою очередь, на стенах восстановлен оригинальный декор.

## Галерея

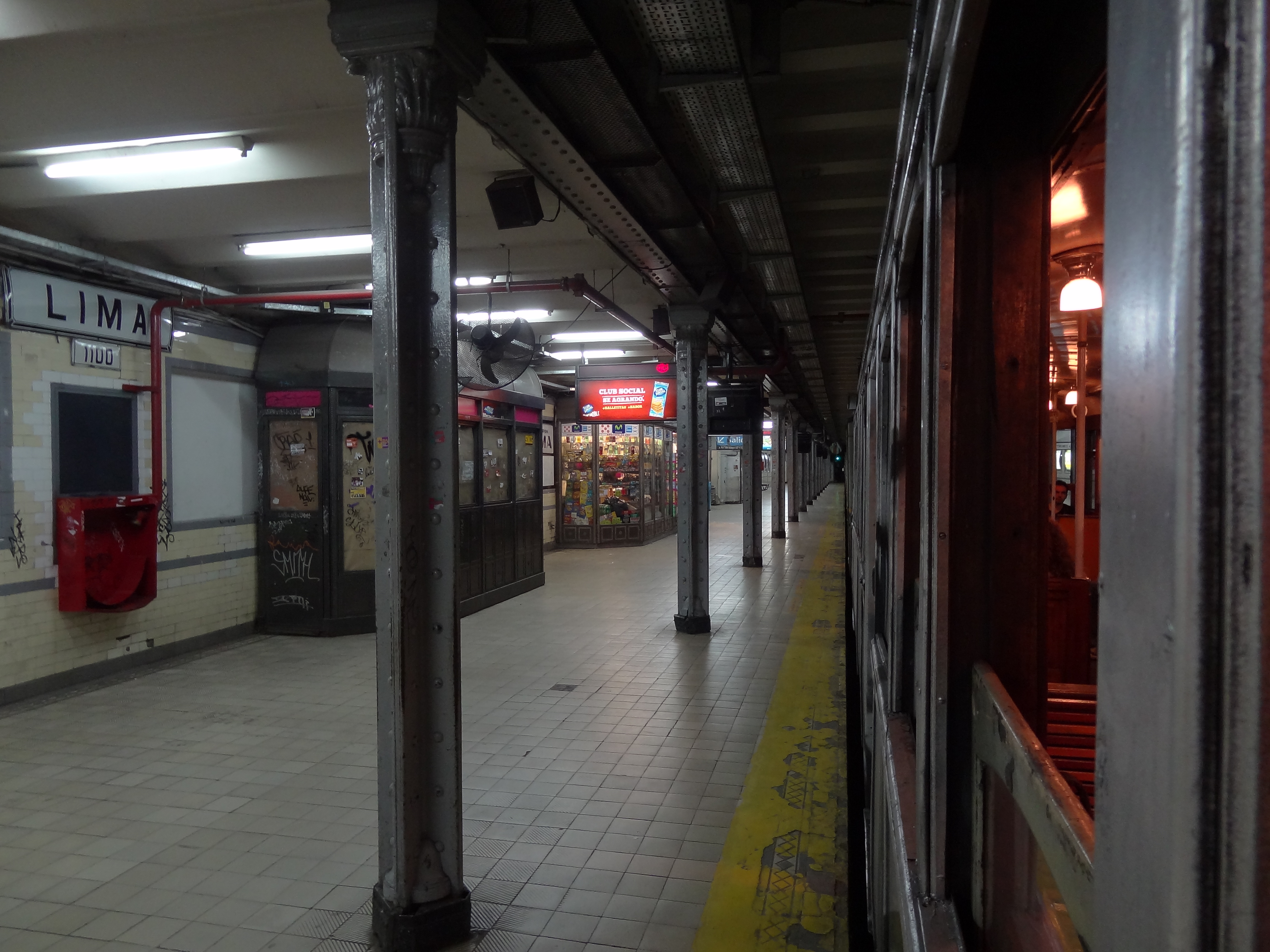
Вид станции
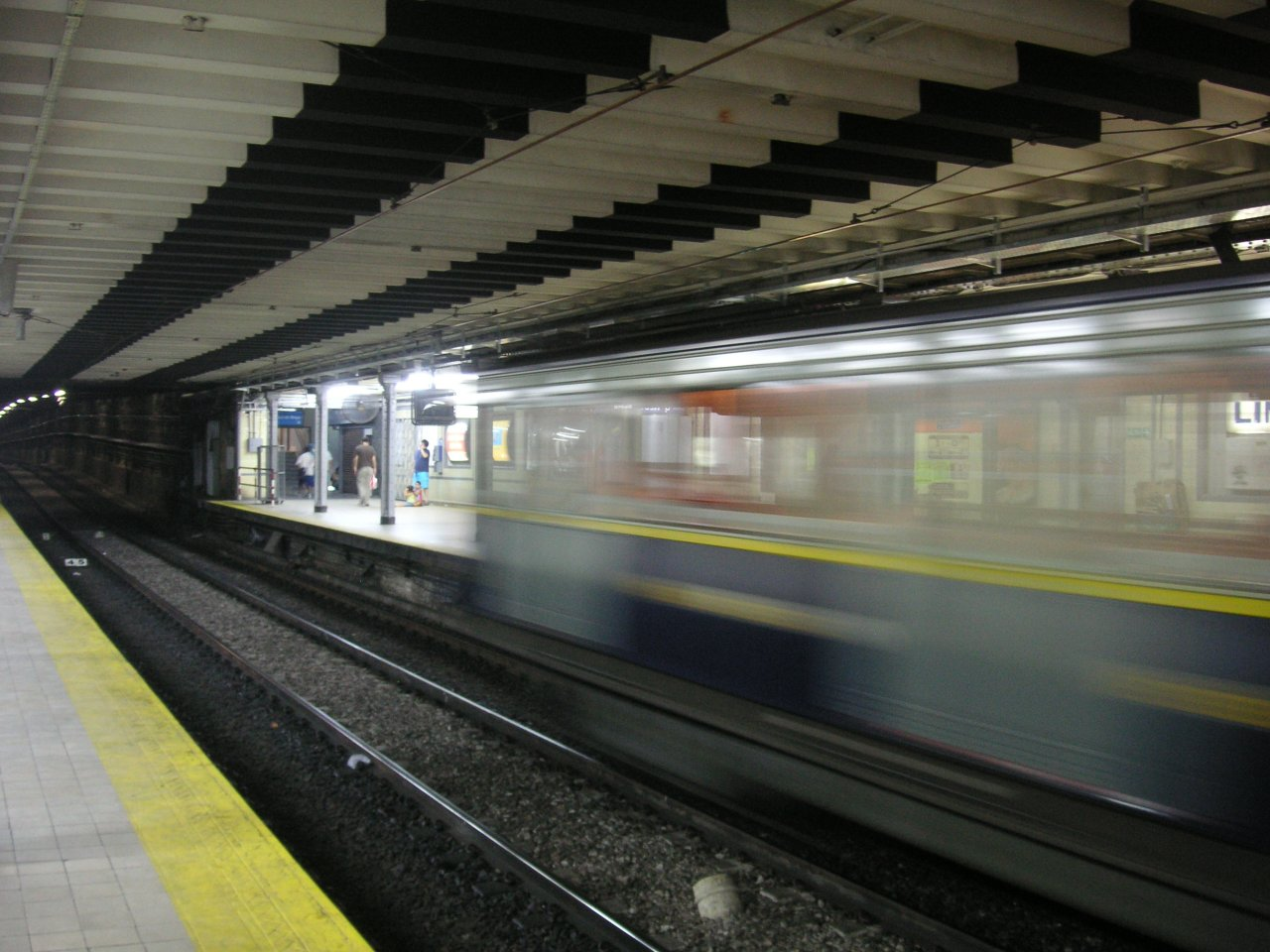
Отправляющийся поезд
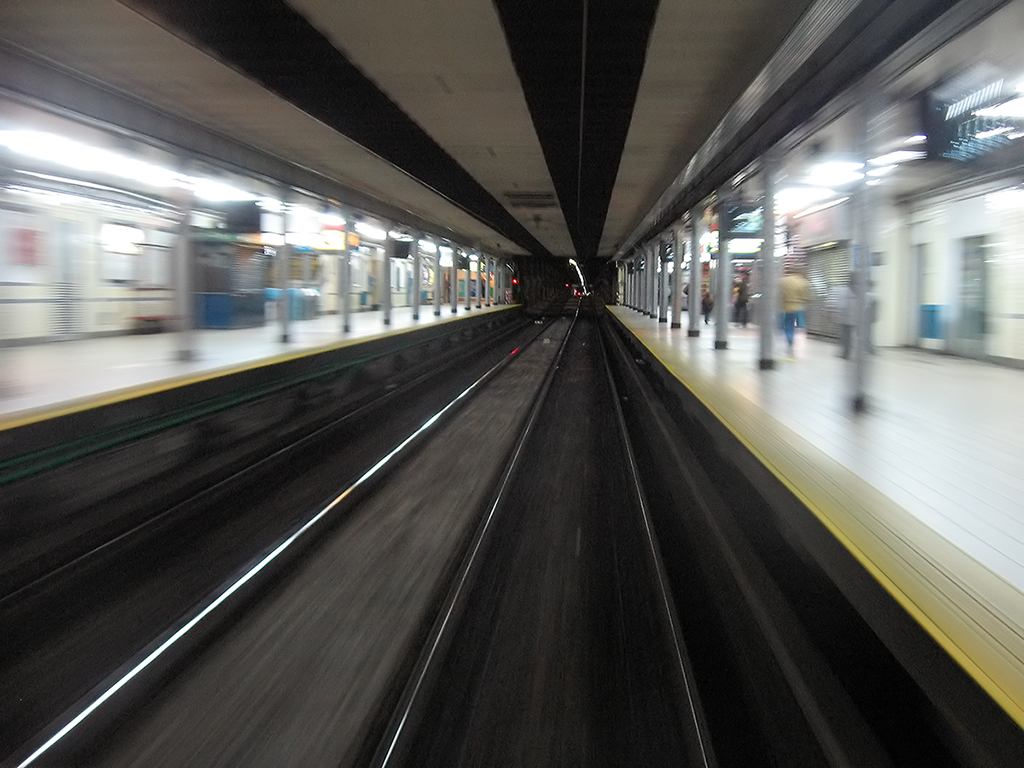
Вид кабины
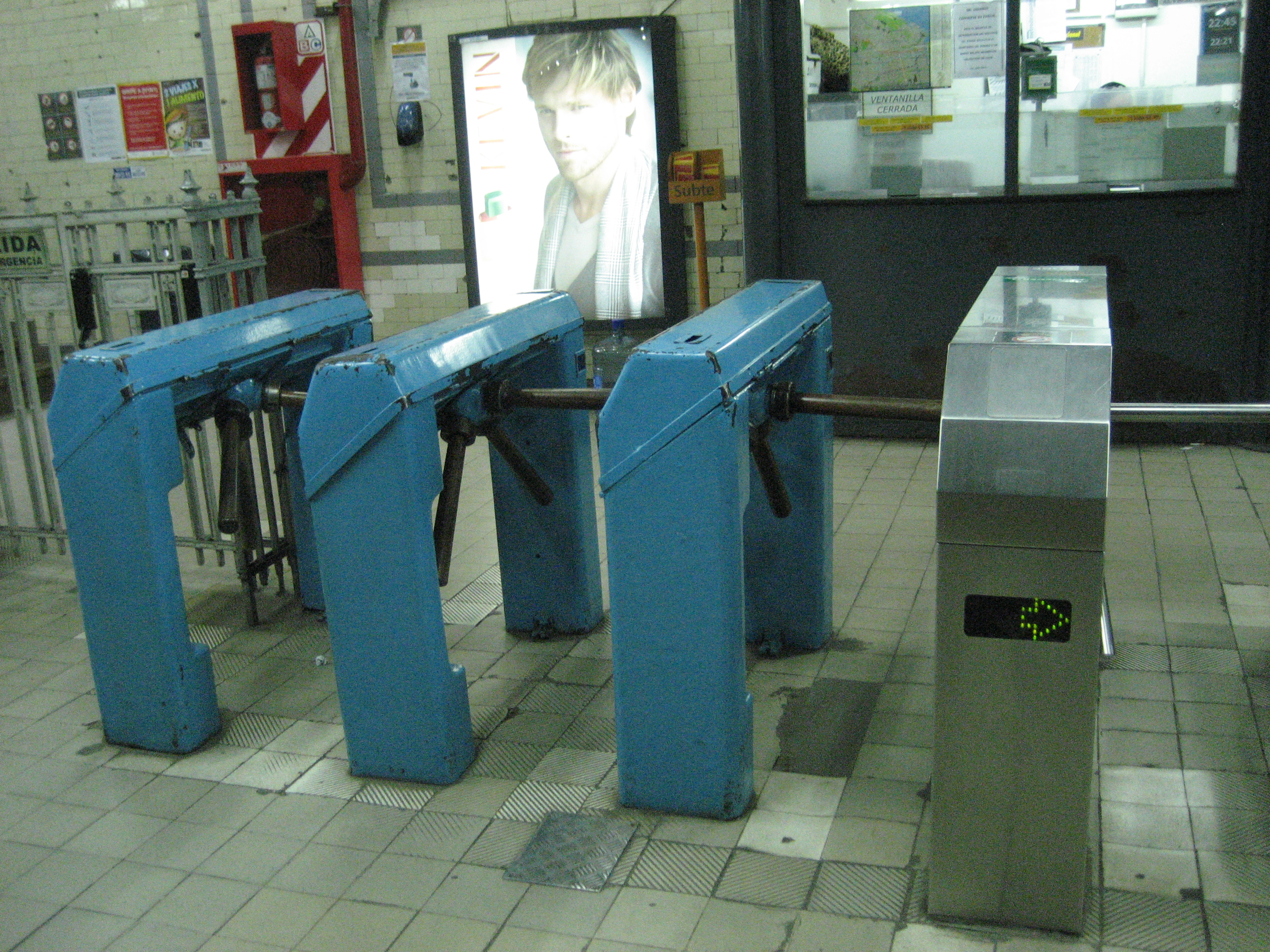
Турникеты